# Пам'ятки архітектури Білогірського району
На території Білогірського району знаходиться 8 пам'яток архітектури та архітектурно-археологічні комплекси, з яких 3 — національного значення.
| № п/п                  | Обліковій номер | Найменування пам'ятника                                                               | дата                                                          | місто                                      | ардеса / розташування                                                                   | Рішення про взяття на облік                         |               |
| м. Білогірськ          | м. Білогірськ   | м. Білогірськ                                                                         | м. Білогірськ                                                 | м. Білогірськ                              | м. Білогірськ                                                                           | м. Білогірськ                                       | м. Білогірськ |
| ---------------------- | --------------- | ------------------------------------------------------------------------------------- | ------------------------------------------------------------- | ------------------------------------------ | --------------------------------------------------------------------------------------- | --------------------------------------------------- | ------------- |
| 1                      | 301-Н           | Караван-сарай Таш-Хан                                                                 | XIII-XVI ст.                                                  | Білогірськ                                 | вул. Луначарського, центральна площа                                                    | Постанова РМ УРСР від 24.08.1963 № 970              |               |
| Білогірський район     |                 |                                                                                       |                                                               |                                            |                                                                                         |                                                     |               |
| Національного значення |                 |                                                                                       |                                                               |                                            |                                                                                         |                                                     |               |
| 2                      | 275-Н           | Катерининська миля                                                                    | 1787 р.                                                       |                                            | 30-й км шосе Сімферополь-Феодосія                                                       | Постанова РМ УРСР від 24.08.1963р. № 970, діл. №275 |               |
| 3                      | 303-Н           | Іллінська церква (монастир)                                                           | X-XIV ст. (XIV ст.)                                           | с. Багате                                  | за 1,6 км на південний схід від моста через р. Кучук-Карасу                             | Постанова РМ УРСР від 24.08.1963 №970               |               |
| 4                      | 302-Н           | Церква Параскеви                                                                      | до VIII ст. (X-XVIII ст.)                                     | Курська с/р, с. Тополівка                  | 70-й км шосе Сімферополь-Феодосія, на пагорбі                                           | Постанова РМ УРСР від 24.08.1963 №970               |               |
| Місцевого значення     |                 |                                                                                       |                                                               |                                            |                                                                                         |                                                     |               |
| 5                      | 275-Н           | Катерининська миля                                                                    | 1787 р.                                                       |                                            | 30-й км шосе Сімферополь-Феодосія                                                       | Постанова РМ УРСР від 24.08.1963 № 970              |               |
| 6                      | 303-Н           | Храм Святого Спасителя (Сурб Пркчі, Святого Іллі) однойменного вірменського монастиря | XIV-XV століття, реконструйований та оновлений в XIX столітті |                                            | Богатовська с/р, с. Багате, за 1,6 км на південний схід від моста через р. Кучук-Карасу | Постанова РМ УРСР від 24.08.1963 № 970              |               |
| 7                      | 302-Н           | Вірменська церква Сурб Урбат (Святої Параскеви)                                       | XIV ст., Відновлена в 1702 р.                                 | Курський с/с, с. Тополівка                 | 70-й км шосе Сімферополь-Феодосія, на пагорбі                                           | Постанова РМ УРСР від 24.08.1963 № 970              |               |
| 8                      | 1239-Н          | Вірменська церква Сурб Саргис (Святого Сергія) (руїни)                                | XIV ст.                                                       | Курський с/с, с. Тополівка, вул. Озерна, 2 | Постанова РМ УРСР від 06.09.1979 № 442                                                  |                                                     |               |